# Іст-Віндзор
Іст-Віндзор (англ. East Windsor) — місто (англ. town) в США, в окрузі Гартфорд штату Коннектикут. Населення — 11 190 осіб (2020).

## Географія
За даними Бюро перепису населення США, місто має загальну площу 69,5 км², з яких 1,4 км² (1,98 %) — водні поверхні.

## Демографія

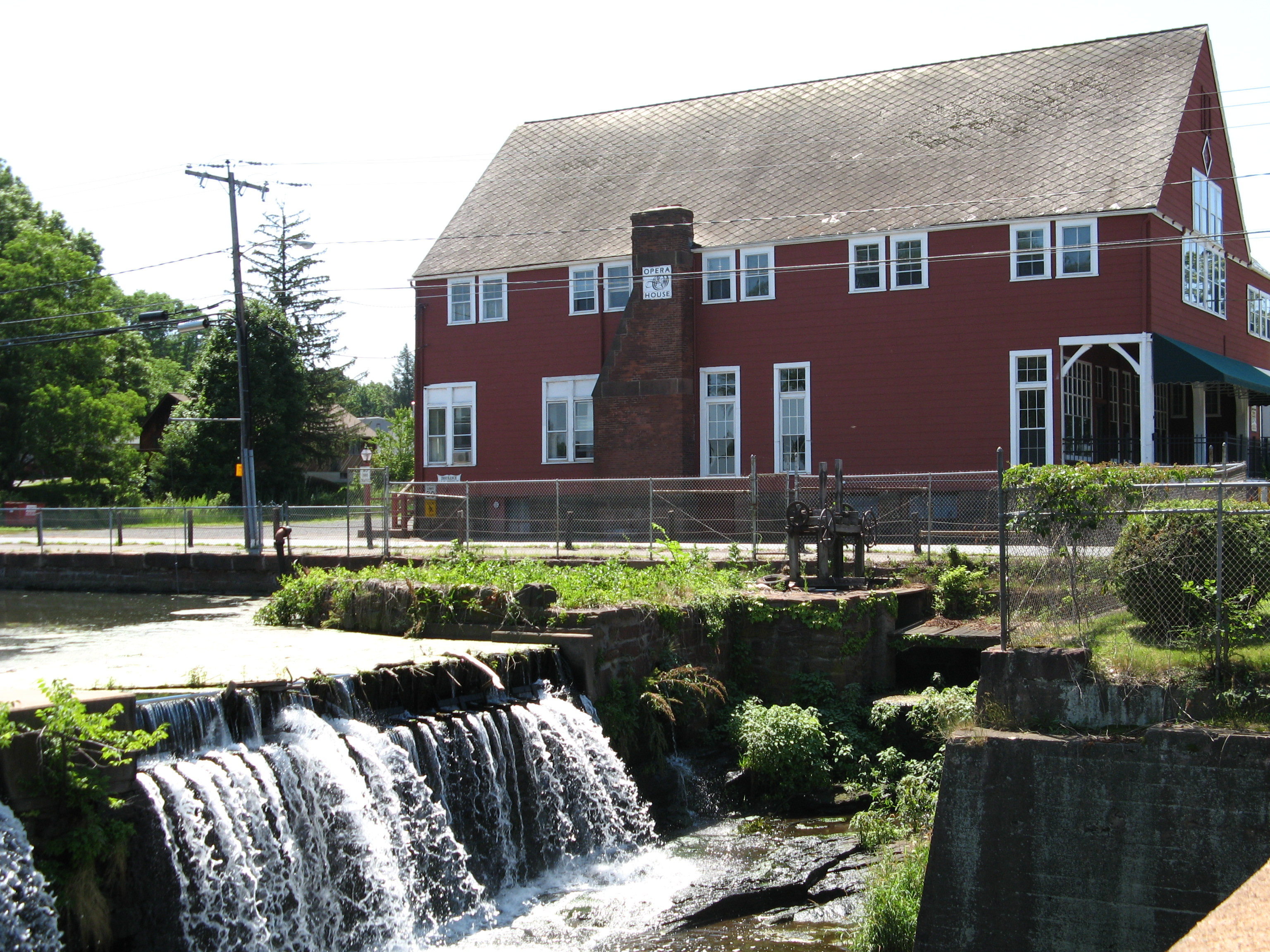
Опера

Згідно з переписом 2010 року, у місті мешкали 11 162 особи в 4750 домогосподарствах у складі 2949 родин. Було 5045 помешкань
Расовий склад населення:
| - 83,9 % — білих - 6,9 % — чорних або афроамериканців - 4,7 % — азіатів - 0,1 % — корінних американців - 2,3 % — осіб інших рас |

До двох чи більше рас належало 2,0 %. Частка іспаномовних становила 5,7 % від усіх жителів.
За віковим діапазоном населення розподілялося таким чином: 19,3 % — особи молодші 18 років, 65,0 % — особи у віці 18—64 років, 15,7 % — особи у віці 65 років та старші. Медіана віку мешканця становила 43,2 року. На 100 осіб жіночої статі у місті припадало 94,4 чоловіків; на 100 жінок у віці від 18 років та старших — 92,4 чоловіків також старших 18 років.
Середній дохід на одне домашнє господарство становив 84 701 долар США (медіана — 75 056), а середній дохід на одну сім'ю — 99 633 долари (медіана — 87 831). Медіана доходів становила 63 980 доларів для чоловіків та 49 870 доларів для жінок. За межею бідності перебувало 7,0 % осіб, у тому числі 15,1 % дітей у віці до 18 років та 5,7 % осіб у віці 65 років та старших.
Цивільне працевлаштоване населення становило 6494 особи. Основні галузі зайнятості: освіта, охорона здоров'я та соціальна допомога — 20,8 %, виробництво — 12,5 %, фінанси, страхування та нерухомість — 11,8 %.

## Відомі мешканці
- Волтер Луміс Ньюберрі (1804–1868)
- Джонатан Едвардс
- Лоррінт Ендрюс (1795–1868)
- Джон Ворнер Барбер (1798–1885)
- Ізраїль Біссел (1752–1800)
- Даніель Біссел (1754–1824)
- Еліфалеф Чапин (1741–1807)
- Фредерік Холбрук (1814–1909), губернатор штату Вермонт
- Елі Террі (1772–1852)
- Кевін Олсон (н. 1989)
- Джеррі Маркіз (н. 1965)